# Lehragaga
Lehragaga é uma cidade  no distrito de Sangrur, no estado indiano de Punjab.

## Demografia
Segundo o censo de 2001, Lehragaga tinha uma população de 19,310 habitantes. Os indivíduos do sexo masculino constituem 53% da população e os do sexo feminino 47%. Lehragaga tem uma taxa de literacia de 64%, superior à média nacional de 59.5%: a literacia no sexo masculino é de 70% e no sexo feminino é de 57%. Em Lehragaga, 13% da população está abaixo dos 6 anos de idade.